# 浅野中学校・高等学校
浅野中学校・高等学校（あさのちゅうがっこう・こうとうがっこう）は、神奈川県横浜市神奈川区子安台に所在し、中高一貫教育を提供する私立男子中学校・高等学校。
高等学校において生徒を募集しない完全中高一貫校。

## 概要

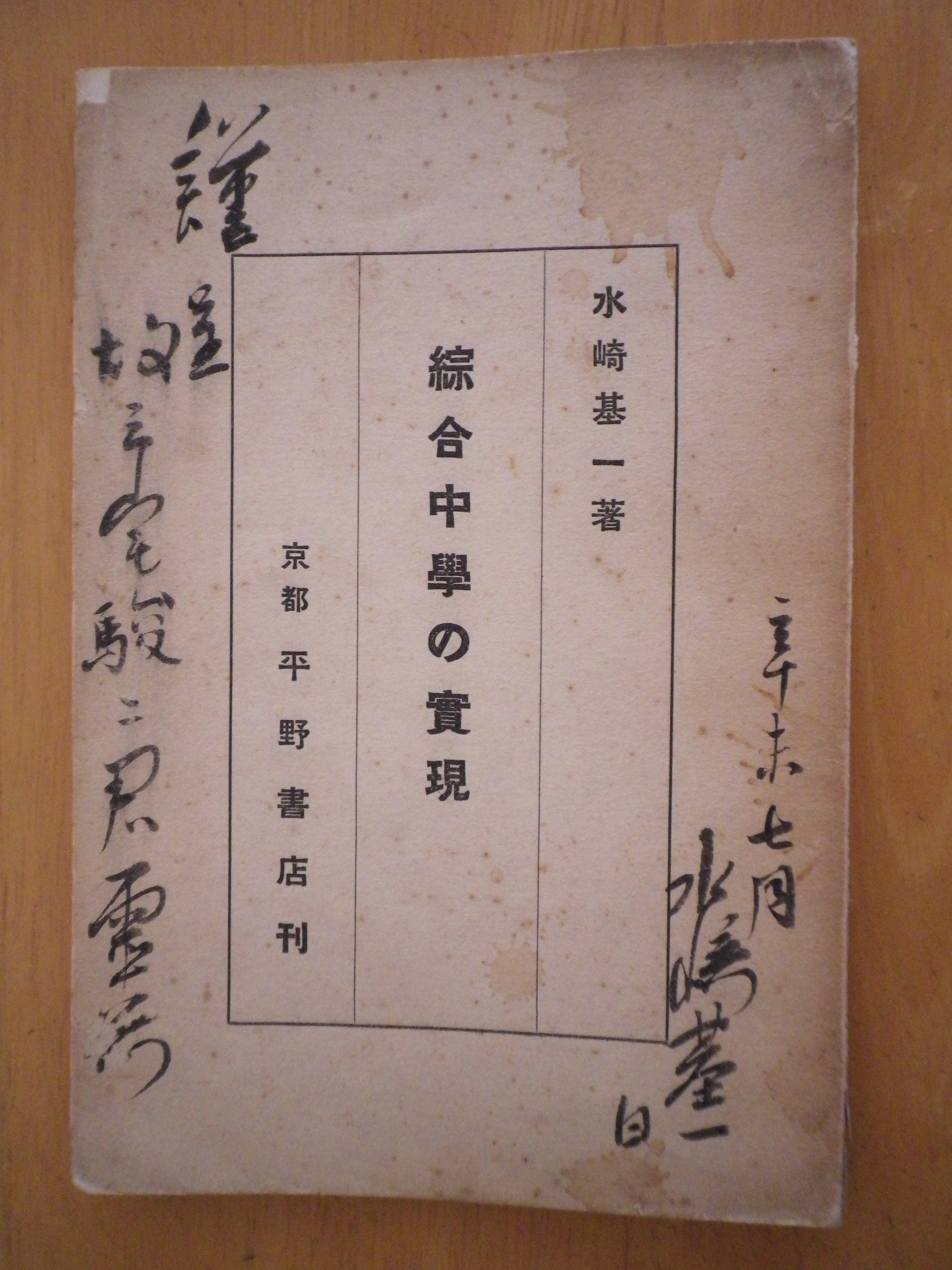
「綜合中学の実現」初代校長水崎基一の署名入り

浅野財閥の創始者・実業家である浅野總一郎が明治期に欧米を視察し、フォード・モーター等米国の有力企業で人材教育が重視されていることを受け、当時の日本の教育が教養主義に偏っているのを憂い、1920年（大正9年）淺野綜合中學校を設立。施設利用の効率化による勤労主義、実学教育、広い視野の獲得を主としたゲーリーシステムを導入し、学校内に実習工場を設置、幅広い知識と実践的指導力を身に付けさせる科学技術教育と実用的な語学教育を特色としていた。旧校名である浅野総合中学校の「綜合」には、教養主義に陥らない幅広い知識と実践的指導力を身に付けさせるという意味が込められている。
実学主義に基づく幅広いバランスの取れた教育を行うという新しい理念をもって創立された学校である。教養と高度な職業能力を併せ持ち、リーダーシップを発揮しうる人材を浅野セメント（日本セメントを経て、現在の太平洋セメント）や日本鋼管（今のJFEホールディングス）などの浅野財閥各社をはじめとする企業へ供給するということを意図していた。
戦後の学制改革に伴い旧制中学を改組し中高一貫体制を確立し、1995年度を最後に高校入学の募集を停止した。2000年代以降、難関大学への進学実績を伸ばしており、現在は栄光学園、聖光学院と共に「神奈川男子御三家」の一つに数えられている。

## 立地
京浜工業地帯、横浜ベイブリッジを眼下に見渡す高台に位置し、曇天でもよく見える。晴れた日には遠くに富士山を望むこともできる。58,655m2の広大な敷地を有し、そのほぼ半分は淺野總一郎翁像がある「銅像山」と呼ばれる自然林に占められ、豊かな緑で包まれている。校地の東側に隣接する「子安台公園」は、戦前まで校地の一部であったが、戦時中に陸軍に高射砲陣地として接収され、返還されることなく公有地となったものである。
学校周辺には防空壕跡がある。防空壕には主に、数百人の生徒や重要書物などが保管された。各学年ごとに防空壕が作られていた。

## 校風・校則
制服は中高ともに黒の詰襟で、かつては制帽もあった。通学の際には指定のカバンまたはリュックサックを携帯することを義務付けられている。また、スマートフォンの持ち込みは申請で許可される。
生徒の自主学習を促すためアルバイトは禁止されている。

## 教育理念

### 教育方針
自主独立の精神、義務と責任の自覚、高い品位と豊かな情操を具えた、心身ともに健康で、創造的な能力を持つ、逞しい人間の育成に努める。

### 校訓
愛と和
同志社から招聘され、クリスチャンでもあった初代校長水崎基一の教育理念が反映されている。
九転十起（きゅうてんじゅっき）
創立者浅野總一郎の座右の銘。

### スローガン
- 文武両道
部活と勉強の両立を目標としている。
学業に偏らず、自由で多様な個性が伸ばされている当校の校風を表す言葉ともいえる。

## 象徴

### 校章
中学と高校で異なる。中学の校章は、浅野綜合中学校の時代から受け継がれているもので、3つのAを三方位に配置し、月桂樹で形作ったものである。「A」は浅野の頭文字であると同時に“一番・優秀”を表し、三方位は浅野綜合中学校の綜合教育である「智能啓発」（知育）「品性陶冶」（徳育）「体育励行」（体育）の"知・徳・体"の標榜を表したものである。校章を包む二枝の「月桂樹」は、浅野生に与えられる"勝利の冠"を意味し、そこには勝利という結果だけではなく、勝利を目指して自らを鍛え、何度失敗しても起き上がって挑戦をする勇気を持てほしいという願いが込められている。
戦後、高校が設立された際に、「高」に置き換え、模様を変えた浅野高等学校の校章も作られた。

### 校歌
作詞：高野辰之 作曲：信時潔
旧制浅野綜合中学時代に制定された。戦時中、3番の「身を立て道を尽くして後に…」の部分が「身を立て国に尽くして後に…」に変更されていた。浅野学園同窓会 ホームページで、聴くことができる。

## カリキュラム
特色として、希望大学への進学を実現するための6ヵ年カリキュラム、授業を基本にした効率的な指導、実績に裏付けられたオリジナルテキストの利用の3点が挙げられる。

## 部活動
運動系17部、文化系12部。
野球部は甲子園に春に1回・夏に3回出場している。最高位は戦前の全国ベスト8。戦後は、夏の県大会優勝1回（甲子園出場）、同ベスト4が2回、秋季県大会優勝3回、春季県大会優勝1回。
棋道部は近年、文部科学大臣杯中学校囲碁団体戦全国大会で好成績（第3回大会はベスト8、第4回大会は優勝、第5回大会は準優勝）を収めている。

## 生徒会活動
中学・高校で単一の生徒会『浅野学園生徒会』が組織されている。

### 組織
生徒総会
全校生徒による最高議決機関であり、学期ごとに一度開催することが義務付けられている。議事は生徒総会議長により進行される。
生徒議会
生徒総会に次ぐ議決機関であり、特に予算・決算案などに関して、生徒総会提出前に審議を行う。各クラスから2名ずつ選出される『生徒議会議員』によって構成される。議事は生徒議会議長によって進行される。
内務委員会
いわゆる『生徒会執行部』であり、生徒会役員に加え、各委員会の長（生徒議会議長、生徒総会議長、内務委員会議長、会計監査）、および生徒会長によって指名・任命される内務委員から構成されている。
通常、生徒会役員を選挙職、それ以外の内務委員会構成員を任命職と呼称する。
常設委員会
内務委員会の隷下に常設で設置される、個別具体的な施策を専門に扱う委員会である。各委員会の委員長は基本的には生徒会長によって指名され、生徒議会の議決により任命される任命職である。
- 外務委員会 - 学外における各種討論会や外務活動に関して取り扱うとともに、他校生徒会の事例や状況に関して情報収集を行う。
- 予算委員会 - 生徒会の年度予算の取りまとめを行う。例外的に、この委員会の委員長は生徒会役員である会計が兼任する。
- 広報委員会 - 隔月で発行を行う生徒会広報紙の編集を行う。
- 部活動審議委員会 - 部活動に関する許認可、同好会に関する許認可等を管轄する。
- ローレル編集委員会 - 毎年度末に発行する生徒会機関誌ローレルに関する編纂を行う。
- 選挙管理委員会 - 生徒会役員選挙の選挙事務を取り扱う。

特別委員会
年度毎の重点施策を取り扱う委員会であり、内務委員会の議決に基づいて設置される。
近年は食品などの生徒の学校生活に関わる施策を扱う委員会から、生徒会会則改定といった事務的な事柄を扱う委員会まで、広範な事柄に関して設置されている。
独立委員会
- 文化祭実行委員会 - 学園祭『打越祭』の第一部である文化祭の企画運営を担当する。委員は各クラスから公募される。
- 体育祭実行委員会 - 学園祭『打越祭』の第二部である体育祭の企画運営を担当する。委員は各クラスから公募される。
- 中学スポーツ大会実行委員会 - 毎年初夏に開催される、『中学スポーツ大会（中スポ）』の企画運営を担当する。委員は中学校の各クラスから公募される。

かつては、「クリーンクリーン委員会」という中学生のみによって構成される、清掃活動を行う委員会が存在したが、2014年度頃に廃止された。

### 役員と選挙
生徒会役員の構成要員は生徒会長、高校副会長、中学副会長、会計、書記の5つであり、それぞれ毎年度10月頃公示・1月頃投開票の生徒会役員選挙により翌年度の生徒会役員が選出される。
なお、中学副会長は時に浅野中学校の生徒代表として扱われ、中学スポーツ大会の開会宣言、中学校卒業式の式辞朗読などを行うことがある。

### 活動の特色
生徒会機関誌『ローレル』
毎年度に1回発行され、毎年度末に配布される生徒会機関誌である。2014年度に50回目の発行を迎え、2018年6月現在、第53号まで発行されている。
内容としては、各生徒会役員や各委員長の挨拶、生徒会活動の年次報告、各委員会の施策報告といったもののみならず、当該年度内の部活動・同好会の実績、新任教職員へのインタビュー、OBインタビュー、といった学校生活に関わる事柄、「めい言集」と題された当該年度に卒業する生徒による各々30文字程度のコメントなどが掲載されている。

## 施設

### 校内
敷地内には、グラウンド、本館、中学棟、高校棟、講堂、生徒ホール、図書館（清和書林）体育館（打越アリーナ）、第1広場、多目的コート、部室（クラブハウス）、テニスコート（3面）、ハンドボールコート（2面）、浅野總一郎翁の銅像がある。地下2階、地上5階建ての高校棟は最新機器を導入したコンピュータ室、ICT教室、120インチビデオプロジェクタを備えた語学演習室をはじめ先進の教育環境を整えている。2007年春には中学棟に新しくエレベーターが設置されるなどバリアフリー化も進んでいる。スポーツ施設が各種整い、クラブ活動や体育の授業に活用されている。2014年には開校95周年を記念した独立した図書館（清話書林）、バスケットコート2面、バレーコート4面、バドミントンコート12面相当のアリーナ、それぞれ2面ずつの柔道場・剣道場、10台ある卓球場、1面のボクシングリング、30メートル×2レーンのアーチェリー場、温水・ヒーター付の25メートル×8の室内プール（冬場は暖房費がかかるので使用不可）を備え、冷暖房完備の体育館（打越アリーナ）が建設された。体育館は県内有数の規模を誇り、アーチェリー場を除くすべての施設は公式試合を行う際の基準を満たしたものとなっている。2017年には学内全体に115台の無線LANアクセスポイントを導入し、教員にタブレット端末を支給。2021年度には中学の生徒全員へのChromebookの導入がなされた。

### 銅像山と浅野翁像

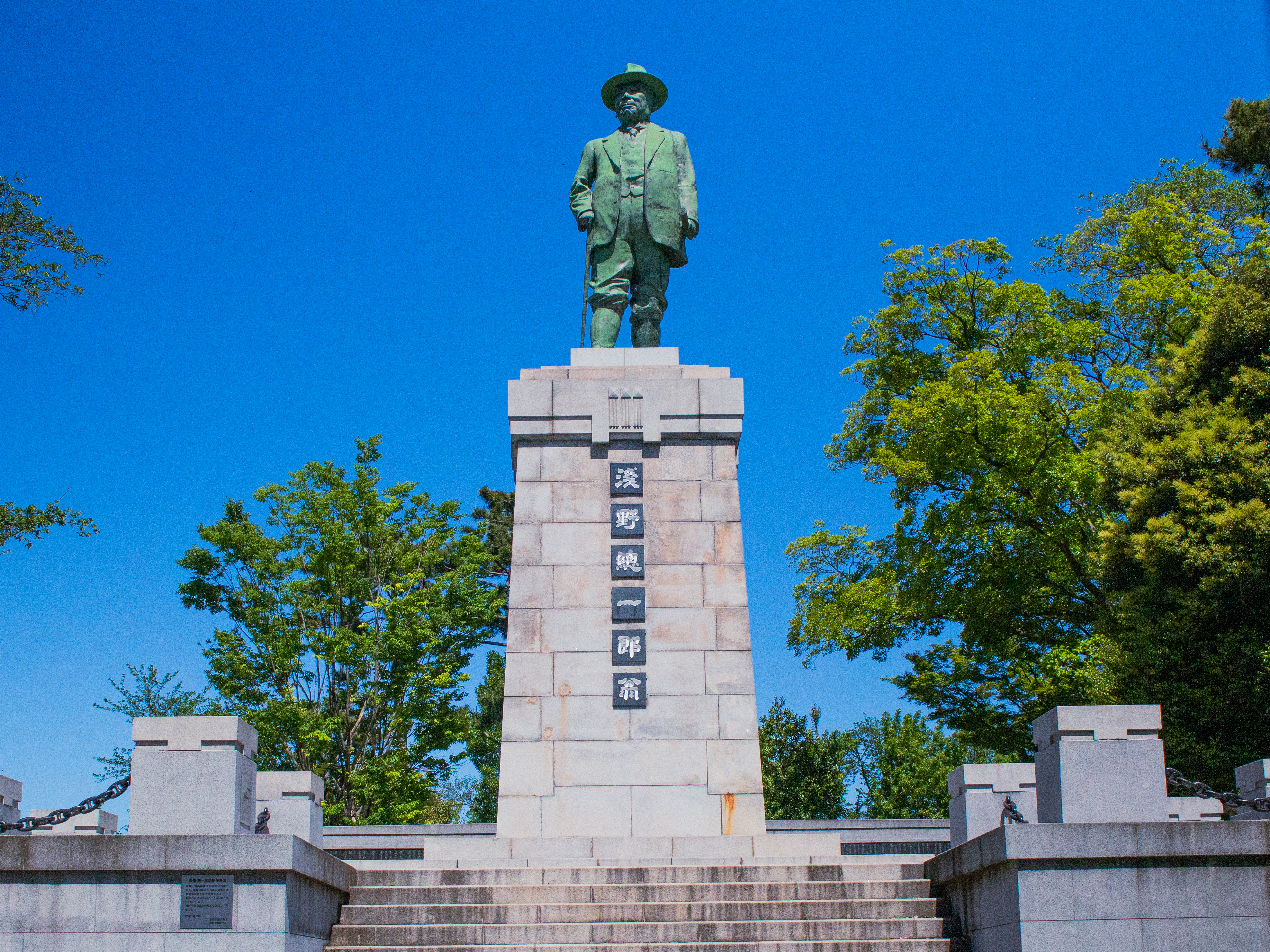
浅野学園に立つ浅野総一郎の銅像

校地の南東に銅像山と呼ばれる小高い山がある。頂上に浅野總一郎翁の巨大な銅像が置かれている。台座には、浅野總一郎が設立に関与した各企業名等の他、彼の業績が讃えられている。徳富蘇峰による頌徳文も刻まれている。山頂は駐車場としても利用される広場になっており、浅野總一郎が開拓した京浜工業地帯を見下ろせる。2020年の創立100年に合わせて広場に「100周年記念リング」が設置され、床には浅野總一郎の辿った軌跡が記されており浅野總一郎の銅像の目線の高さまで上ることができる。また初代校長水崎基一像が中学棟西側のフリースペースの中、浅野サク像が中学棟2階講堂入口横に置かれている。
銅像山西側斜面には昭和後期まで防空壕がそのまま残されていた。戦時中は、浅野財閥の日本鋼管の重要書類を空襲から守るためにこの防空壕に保管した。防空壕はエスケープポイントして活用されていた時期もあったが、現在はコンクリートで固められている。

## その他
- 2016年放送のTBSドラマ『99.9-刑事専門弁護士-』では静岡県の高校として出てくる。この時はグラウンド北西部分が学校入り口とされていた。

## 沿革
- 1920年（大正9年）
  - 1月 - 淺野綜合中學校の設置が認可。
  - 4月 - 初代校長に水崎基一就任
- 1923年（大正12年）
  - 実習場が建設され、工場実習が課外必修となる
  - 9月 - 関東大震災により校舎の大部分が倒壊
- 1924年（大正13年）5月 - 浅野總一郎翁の初代銅像落成
- 1925年（大正14年）5月 - 校内にコンクリート工法講習所（現在の浅野工学専門学校の前身）開設
- 1937年（昭和12年）
  - 8月 - 第23回全国中等学校野球選手権大会出場
  - 11月 - 初代校長水崎基一死去
- 1938年（昭和13年）
  - 7月 - 第二代校長に神名勉聰就任
  - 8月 - 第24回全国中等学校野球選手権大会出場、ベスト8
- 1939年（昭和14年）3月 - 第16回選抜中等学校野球大会出場
- 1943年（昭和18年） - 戦時協力のため初代銅像供出
- 1945年（昭和20年）5月 - 空襲により木造校舎の全部を焼失
- 1947年（昭和22年）3月 - 新学制により浅野学園中学校を設置
- 1948年（昭和23年）
  - 3月 - 新学制により浅野綜合中学校は新制高校に移行、校名を浅野学園高等学校と改称する。
  - 8月 - 第30回全国高等学校野球選手権大会出場
- 1951年（昭和26年）3月
  - 私立学校法の制定により財団法人が発展解消し、学校法人浅野学園となる。
  - 浅野学園高等学校および浅野学園中学校を、それぞれ浅野高等学校、浅野中学校と改称する。
- 1958年（昭和33年）11月 - 浅野総一郎の銅像再建。
- 1959年（昭和34年）6月 - 循環式プール建設
- 1964年（昭和39年）9月 - 体育館竣工
- 1965年（昭和40年）11月 - 球戯場竣工
- 1967年（昭和42年）6月 - 学園長に神名勉聰、第三代校長に濱野駿吉就任
- 1970年（昭和45年）1月 - 創立50周年、理科館・食堂設置
- 1971年（昭和46年）10月 - 校地が神奈川県愛護林鳥獣保護区に指定される
- 1972年（昭和47年）1月 - 格技場（剣道場）竣工
- 1978年（昭和53年）4月 - 第四代校長に石山延雄就任
- 1984年（昭和59年）
  - 5月 - 新格技場（柔道場）竣工
  - 9月 - ハードテニスコート竣工
- 1985年（昭和60年）9月 - 第1回打越祭（文化祭・体育祭）開催
- 1987年（昭和62年）3月 - 高校新校舎（現中学校舎）竣工
- 1990年（平成2年）1月 - 第五代校長に山口敬三就任
- 1994年（平成6年）9月 - 第六代校長に石橋義史就任
- 1995年（平成7年）7月 - 本館・中学・高校新校舎竣工、食堂閉鎖
- 2000年（平成12年）1月 - 創立80周年
- 2002年（平成14年）4月 - 学園長に石橋義史、第七代校長に淡路雅夫就任
- 2004年（平成16年）3月 - 学園長石橋義史退任
- 2006年（平成18年）2月 - クラブハウス竣工
- 2010年（平成22年）4月 - 第八代校長に阿部義広就任
- 2014年（平成26年）
  - 6月 - 清和書林（図書館）竣工
  - 11月 - 打越アリーナ（体育館）竣工
- 2016年（平成28年）
  - 4月 - 第九代校長に前田渉就任
  - 9月 - メイングラウンドが人工芝化される
- 2020年（令和2年）
  - 3月 - 浅野学園100周年記念式典が予定されていたがコロナウイルス拡大防止のため中止となる。
    - 石黒浩の記念公演、QuizKnockの伊沢拓司とふくらP、Enraを呼んでの記念イベントのみ行われた。

  - 4月 - 第十代校長に古梶裕之就任

## 交通
JR京浜東北線 新子安駅、京浜急行本線 京急新子安駅より徒歩8分。

## 著名な出身者
政治
- 大出俊 - 元衆議院議員、元郵政大臣
- 藁科満治 - 元参議院議員、元内閣官房副長官、電機連合顧問
- 松本研 - 横浜市会議員

経済
- 池口正剛 - 楽天コミュニケーションズ社長、フュージョンコミュニケーションズ社長
- 井上恵博 - ケーユーホールディングス創業者・社長
- 柴田博一 - キーコーヒー名誉会長、元社長、会長、元全日本コーヒー協会会長
- 鶴見尚也 - セガ社長、CAセガジョイポリス会長、セガサミーゴルフエンタテインメント会長
- 堀威夫 - ホリプロ創業者・元会長、元取締役ファウンダー
- 和田智 - カーデザイナー、プロダクトデザイナー

学術・教育
- 境野勝悟 - 哲学者、東洋思想研究家
- 山口彦之 - 東京大学名誉教授、農学博士
- 白井聡 - 思想史家、政治学者

文化・芸術
- 八木柊一郎 - 劇作家
- さいふうめい - 作家
- 長崎源之助 - 童話作家、旧制浅野綜合中中退
- 市川徹 - 映画監督
- 伊東潤 - 作家
- 川添善行 - 建築家
- 秋山真志 - 作家
- 濱地正浩 - タップダンサー
- 西尾明 - 将棋棋士
- 松本吉弘 - プロ雀士、Mリーガー

スポーツ
- 小川利雄 - プロ野球
- 茅野健一 - プロ野球
- 石原光男 - プロ野球
- 飯田徳治 - プロ野球
- 渡辺和三 - クレー射撃選手、バルセロナオリンピック銀メダリスト
- 渡辺啓太 - バレーボールアナリスト

報道・マスコミ
- 堺正幸 - フジテレビアナウンサー
- 野村優夫 - NHKアナウンサー
- 井上二郎 - NHKアナウンサー
- 秋元近史 - 元日本テレビディレクター
- 関谷浩至 - 元TBSテレビディレクター、元TBSラジオパーソナリティ
- 矢萩邦彦 - ジャーナリスト